# Этнографические и субэтнические группы русских
Этнографи́ческие и субэтни́ческие гру́ппы ру́сских — группы русского населения, различающиеся своими этнокультурными особенностями. Характерны различия между русскими отдельных регионов, хозяйственных зон и территорий контакта с иными народами. Этнокультурные особенности русских возникали при расселении славян в Восточной Европе, при формировании ранней восточнославянской государственности в X—XIII веках и позднее в XV—XVII веках, в процессе освоения русскими новых земель и вхождения других народов в единое с русскими государство. В XIX веке наряду с адаптацией русских на новых территориях и их консолидацией происходили и взаимовлияния культур других народов. В течение XX века произошло заметное сглаживание этнографических различий русских, однако окончательно они не исчезли до сих пор.
Выделяются северная и южная историко-культурные (этнографические) зоны на основной территории русского расселения и центральная (переходная) область между ними, иначе — северные великорусы и южные великорусы. При этом предложение в начале XX века этнографа Д. К. Зеленина считать северно- и южнорусскую группы отдельными восточнославянскими народами лишь временно доминировало в ранней советской историографии.
Кроме крупных территориальных этнографических групп, выделяются более мелкие группы, отличающиеся особыми названиями, особенностями хозяйственной деятельности и народной культуры. Они больше характерны для южнорусского населения, что может быть связано с историей заселения степной и лесостепной полосы юга.

## Северная зона
Для северной зоны расселения русских характерно меньшее число культурных групп и местных говоров. Это может объясняться незначительностью правительственной и массовостью стихийного освоения Русского Севера. Северная историко-культурная зона характеризуется наличием окающих говоров севернорусского наречия и такими особенностями в культуре, как малодворные сельские поселения, монументальное жилище (изба), соединенное с хозяйственным двором, сарафанный комплекс женского народного костюма, бытование былин, протяжных песен и причитаний и некоторые другие.
Наиболее крупная субэтническая группа старожильческого севернорусского населения — поморы, выработавшие своеобразный культурно-хозяйственный тип промыслового приморского хозяйства. Среди поморов выделяется ряд более мелких групп, в частности, усть-цилёмы и пустозёры. Среди северных русских также выделяется субэтнические группы сицкарей, выгозёров, водлозёров, заонежан и важан.

## Южная и центральная зоны
Многие особенности русского населения южной и центральной зон обусловлены характером заселения лесостепной и степной полосы России. В XIII—XV веках эти территории были опустошены в результате татаро-монгольских набегов. Позднее лесостепная и степная зона стала вновь заселяться выходцами из различных мест по мере продвижения границ Русского государства на юг, таким образом сформировались многие отличия в субэтнических группах.
— 
Среди южнорусского населения выделяются следующие субэтнические группы: полехи (жители Калужско-Брянского полесья), горюны, саяны, севрюки (Курская область), некоторые группы однодворцев, цуканы (Тамбовская область) и другие. На востоке южнорусской территории выделялась мещёра, сформировавшаяся при ассимиляции местных финно-угров.

## Сибирь и Дальний Восток
При освоении Сибири, Дальнего Востока, а позднее Русской Америки русские вступали во взаимодействие с местным населением. В этих процессах очень многое зависело от численности народов и от характера их взаимного расселения. Кроме того, для сибирских русских были характерны этноконфессиональные группы. Это связано с тем, что Сибирь была местом ссылки старообрядцев и сектантов. Старообрядцы были одними из первых русских поселенцев в Сибири.
Все группы сибирских русских, кроме старообрядцев, при сравнении с европейскими русскими можно объединить в один тип с двумя подтипами: русские, не смешавшиеся с другими народами и являвшиеся потомками старожилов и метисы (главным образом в Якутии и затундренской зоне).
В западносибирском старообрядческом населении можно выделить такие группы, как каменщики и «поляки». Каменщики являются потомками кержаков из Нижегородской губернии, переселившихся на Бухтарму в XVII веке и испытавших некоторое влияние соседних казахов. «Поляки», расселившиеся на Алтае, были потомками русских старообрядцев из Калужской, Тульской, Рязанской, Орловской губерний. В отличие от каменщиков, «поляки» не смешивались с соседними этносами и в течение 200 лет поддерживали исключительно эндогамию.
В Забайкалье выделяются семейские — старообрядцы, выселенные с территории Белоруссии. Они имели много общего с алтайскими «поляками», так как имели общих предков. Как и «поляки», они не вступали в смешения с местными этносами.
Для многих групп русских, расселившихся в Якутии, характерно сильное смешение с соседними этносами. В частности, малочисленные русские крестьяне и ямщики — ленские старожилы, поселившиеся в Якутии в конце XVIII века и женившиеся на якутянках, постепенно утратили свои обычаи и переняли культуру якутов. В XIX веке среди русских Якутии выделялись усть-оленёкские, усть-янские, верхоянские, русскоустьинцы (индигирцы), усть-елонские и колымские жители. Усть-янские и усть-оленёкские были ассимилированы якутами и эвенками. Русскоустьинцы (индигирцы) образовали обособленную группу русских, сохранивших свой язык и культуру. Также сохранилась группа русских в низовьях Колымы — походчане.
На Камчатке первые немногочисленные русские переселенцы восприняли быт и хозяйство местных жителей — ительменов и в меньшей степени коряков, чуванцев. В результате сформировалась этнографическая группа камчадалов.

## Классификация по фактору происхождения
Помимо территориальной классификации, группирующей русские субэтносы по месту их размещения (север и юг европейской части России, Сибирь и Дальний Восток), существует классификация по фактору происхождения, опубликованная в работе В. С. Бузина и С. Б. Егорова «Субэтносы русских: проблемы выделения и классификации». В соответствии с этими факторами выделяется семь типов субэтносов.
1. Этноконфессиональные группы — кержаки, бухтарминцы («каменщики»), семейские, «поляки» Алтая и другие. Данные группы сформировались из старообрядческого населения, расселявшегося с XVII века (а позднее и насильственно переселяемого) в отдалённые районы России и за рубеж. Они образовывали замкнутые сообщества на севере Европейской части России, на Урале, в южной Сибири. Изоляция от остального русского населения способствовала консервации древних особенностей культуры у старообрядческих групп[16].
2. Группы, переселившиеся с основной этнической территории русских и жившие в значительной степени изолированно от окружающих народов — поморы, усть-цилёмцы, пустозёры, «уральцы» Амударьи и другие. Данный тип формирования субэтнических групп привёл к сохранению ими ряда архаических черт русской культуры, что выделяло их, даже если впоследствии они оказывались в окружении русского населения. При этом необходимо отметить, что в состав поморов частично влилось и финно-угорское население Беломорья, а некоторые группы поморов имеют финно-угорское происхождение, но это не стало главным фактором образования данных групп[17].
3. Группы смешанного происхождения — мещёра (мещеряки), сицкари — в европейской части России, затундренные (крестьяне), карымы, гураны, якутяне (ленские старожилы), русскоустьинцы (индигирщики), походчане (колымчане), марковцы (анадырщики), гижигинцы, камчадалы — в Сибири. Данные группы формировались в результате переселения русских с основной этнической территории и смешения с окружающими народами на новых местах проживания. В результате тесных контактов, в том числе и межэтнических браков, происходило изменение антропологического облика, русские заимствовали некоторые черты языка и культуры соседних с ними народов (в ряде случаев родным языком у части субэтносов был не русский: у карымов — бурятский, у затундренных крестьян — долганский, у ленских старожилов — частично якутский и т. д.). Процессы межэтнического взаимодействия в этих случаях варьировались от ассимиляции русскими местного населения до метисации с ним. При этом в формирующихся субэтнических группах с большей или меньшей долей русского компонента всегда сохранялось русское самосознание[18].
4. Группы иноэтничного происхождения, переселившиеся на основную этническую территорию русских и ассимилированные русскими — «карелы», тудовляне, ляхи и паны[19].
5. Группы древнего автохтонного русского населения — полехи, горюны, севрюки, саяны, карамыши. Данные группы ведут своё происхождение от сохранившихся остатков русского населения в заокских районах на территории Дикого поля после монголо-татарского нашествия, которые не слились в ходе реколонизации с основной массой русского народа[20]
6. Этносословные группы (казачество) — донские казаки, кубанские казаки, уральские казаки, семиреченские казаки и другие. Русское казачество, начавшее формироваться с XV—XVI веков на юге европейской части России, по мере расширения границ русского государства, расселилось на значительной территории от Дона и Кубани до Приморья, образовав различные по происхождению, языку и культуре группы. К началу XX века казачество составляло одиннадцать войск: донское, кубанское, терское, астраханское, уральское, оренбургское, сибирское, семиреченское, забайкальское, амурское, уссурийское и два отдельных казачьих полка, кроме того, казацкое происхождение имели некрасовцы, казаки не представляли единой этнической общности, а состояли из ряда разнородных локальных групп, в основе своей русских. Для разных групп казачества было характерно употребление различных русских говоров, казаки различались по формировавшим их этническим компонентам и физическому типу, по особенностям культуры, по принадлежности к религии (православные Русской церкви, старообрядцы, мусульмане, буддисты) и т. д.[21] Причём различия отмечались не только между войсками казаков, но и внутри войск — у донских казаков отличались говоры и элементы культуры верховской и низовской групп, у кубанских — собственно кубанской и кавказско-линейной групп[22]. Первоначально ведущим фактором в формировании казаков был отрыв от основного этнического массива русских и взаимодействие с представителями других народов, затем обособление казаков определяла социальная специфика в виде статуса полувоенного сословия в составе населения Российской империи[23].
7. Этнонимичные группы южнорусского населения, представляющие собой потомков ранних переселенцев в этот регион — различные группы однодворцев (талагаи, щекуны, индюки и другие) и цуканов (группы цокающих переселенцев Орловской, Воронежской, Саратовской и других губерний), ягуны, мамоны и другие[24].

Во многих случаях на формирование субэтносов действовало несколько факторов. Например, у казаков в числе факторов их обособления можно назвать такие, как — переселение с основной этнической территории (миграция), процессы частичного этносмешения (в казаки зачислялись даже представители других этносов), обособление по этноконфессиональному признаку, но всё же основным фактором, объединяющим многочисленные группы казаков, следует считать их принадлежность к определённому сословию.
Также не стал главным фактором формирования поморского субэтноса тот факт, что большинство из них являлись старообрядцами. То же можно сказать в отношении «уральцев», которые являются по происхождению уральскими казаками, а по вере — старообрядцами.
Проблематичным является отнесение к субэтносам групп профессионального происхождения — ягутков (ягунов) и гагар, основным фактором обособления которых была принадлежность к бурлацкому промыслу. Также проблематично отнесение к субэтническим группам крестьянских переселенцев в заокские районы XVII—XVIII веков монастырской или помещичьей принадлежности — Монастырщины, Богословщины, Гамаюнщины, а также пушкарей, куракинских, самаринских, шуваликов и других.

## Современное положение и самосознание
В процессе усиления экономических связей, внутренних миграций, консолидации русского этноса, распространения средств массовой информации и других процессов уже со второй половины XIX века этнографические и субэтнические группы русских начинали утрачивать особенности своих говоров, традиций, образа жизни. Особенно этот процесс ускорился в XX веке в советское время. Утрата субэтносами этнокультурной специфики происходит в русле характерных для современного мира процессов нивелировки культурных различий, исчезновения традиций, вытеснения местных говоров литературными языками. Уже в начале XX века ряд крупных субэтносов, насчитывавших десятки тысяч человек, слились с основной массой русских. К концу XX века уже большая часть субэтносов, их этнотерриториальные, конфессиональные и социальные группы, перестали осознаваться как обособленные. Тем не менее, некоторые субэтносы сохраняются до сих пор.
С 1990-х годов происходит возрождение утраченного субэтнического самосознания казаков и некоторых других русских субэтносов, оживление религиозной жизни привело к возрождению осознания конфессиональной обособленности старообрядцев и сектантов.
Так, были включены в список этнических общностей России, составленный по результатам переписи населения 2002 года, казаки, поморы и камчадалы, согласно результатам переписи данные субэтносы имеют сильные позиции и устойчивое субэтническое самосознание.
Сохранены многие этнокультурные особенности у семейских старообрядцев Забайкалья, кержаков, колымчан. В целях сохранения традиционного уклада жизни и культурных особенностей на региональном уровне принимаются законы в защиту русских старожилов Якутии: «О распространении положений Федерального Закона № 82 от 30.04.1999 года „О гарантиях прав коренных малочисленных народов Российской Федерации“ на русских арктических старожилов походчан и русскоустьинцев» (русские старожилы были включены в категорию малочисленного коренного населения Якутии в силу того, что они наряду с отличительными социальными характеристиками, культурным обликом, характерных для коренного населения, сохраняют традиционную систему жизнеобеспечения, прежде всего, такие специфические формы хозяйственной деятельности как охота, собирательство и т. д.). Идут процессы оживления интереса к истории своего края, его культурным и диалектным особенностям, например, у сицкарей, и даже предпринимаются несколько искусственные попытки «конструирования» обособленной локальной группы, как это происходит среди кацкарей в Ярославской области с конца 1990-х годов. Решающую роль в этом процессе играет краевед Мышкинского района Ярославской области С. Н. Темняткин, выступающий за признание населения в бассейне реки Кадки — района, известного с XVI века как Кацкий стан (около 2 тыс. человек), особой группой в составе русских под названием «кацкари», выделяющихся особенностями говора и культуры. С этой целью он и его последователи ведут пропагандистскую деятельность, в деревне Мартыново ими создан этнографический музей кацкарей, фольклорный театр, издаётся газета «Кацкая летопись».
В то же время исследователи отмечают, что русские субэтносы, включая такие крупные, как казачество и русские конфессии, за время советского периода в значительной мере утратили свои особенности и различия, возникшие на любой из основ — социальной, религиозной, территориальной, экономической, этнической и т. д.
Как правило, для представителя современного субэтноса характерно двойное самосознание, когда он осознаёт свою принадлежность к локальной группе и вместе с тем ко всему этносу («я — помор, и также отношусь к русским»). В некоторых случаях стремление сохранить свою идентичность приводит у части представителей субэтносов к отрицанию своей принадлежности к русскому этносу, к попыткам объявить субэтнос самостоятельным народом (так, например, с конца XX века появляются высказывания среди части поморов о признании их самостоятельным народом). В этом случае развивается особое этническое самосознание. В то же время для ряда субэтнических групп характерно стремление влиться в основной массив русских, избавляясь от любых отличий, считая, что быть частью субэтноса непрестижно, заявляя, что они только русские. При этом сохраняется только общерусское самосознание и утрачивается осознание принадлежности к локальной группе.

## Список групп
в Северной России
- Водлозёры
- Выгозёры
- Важане
- Кокшары (бассейн реки Кокшеньга)
- Усть-цилёмы
- Заонежане
- Поморы

в Центральной и Южной России
- Донские, терские казаки
- Кацкари
- Мещёра (мещеряки)
- Однодворцы
  - Новосильские казаки
  - Талагаи
- Полехи
- Саяны (исчезнувшая)
- Севрюки (исчезнувшая)
- Сицкари (исчезнувшая)
- Скобари
- Цуканы

в азиатской части России
- Камчадалы
- Гураны
- Затундренные крестьяне
- Карымы
- Колымчане
- Марковцы
- Русские старожилы
- Русскоустьинцы
- Семейские
- Сибиряки
- Чалдоны
- Якутяне

за пределами России
- Липоване — в Румынии
- Некрасовцы — в Турции (до 50-х годов);
- Русские старожилы — в Русской Америке
- Русские в Китае
  - Албазинцы
- Семиреченские казаки — в Восточном Казахстане и северной Киргизии

этноконфессиональные группы
- Духоборы
- Каменщики (бухтарминцы)
- Кержаки
- Липоване
- Молокане
- Поляки
- Семейские
- Субботники (по происхождению)